# ТУ3
ТУ3 (читается: «ту-три») — магистральный четырёхосный грузопассажирский тепловоз для работы на железных дорогах колеи 750 мм МПС СССР.

## История
Локомотив был разработан в 1954 году в Чехословакии заводом ЧКД-Соколово, будучи обозначен серией T47 для чехословацких узкоколейных железных дорог. Для экспорта в СССР тепловозы получили новое обозначение ТУ3 (тепловоз узкоколейный, тип третий).

## Поставки
В СССР эти тепловозы поставлялись с 1957 года.

## Эксплуатация
Тепловозы ТУ3-001 и ТУ3-002 эксплуатировались на Малой Октябрьской железной дороге в Ленинграде. Впоследствии были списаны. То, что осталось от ТУ3-001, находится на территории депо Санкт-Петербург-Финляндский (ТЧ-12) и ожидает возможного восстановления по инициативе выпускников МОЖД.
ТУ3-002 был передан в музей узкоколейной техники в Лавассааре, Эстония. В настоящее время находится в депо Паневежис Аукштайской узкоколейной железной дороги.
Тепловозы ТУ3-003 и ТУ3-043 эксплуатировались на Ярославской детской железной дороге. Тепловоз ТУ3-025 эксплуатировался на линии Выкса-Куриха. Тепловоз ТУ3-039 эксплуатировался на Львовской детской железной дороге. Сейчас[когда?]

 находится в нерабочем состоянии на территории депо.

## Оценка
Тепловоз был предназначен для тяжёлой грузо-пассажирской работы на узкоколейных железных дорогах и в силу этого имел большой сцепной вес — 30,5 т, что всё же на 1,5 тонны меньше, чем у ТУ2. Это обусловило малую распространённость этого тепловоза, так как для его нормальной эксплуатации требовались пути тяжёлого типа, предназначенные для высоких нагрузок, которыми располагало лишь МПС СССР. Ведомственные узкоколейные дороги, имевшие в основном пути лёгкого типа, не были в состоянии выдержать нагрузки от этого тепловоза. Кроме того, имеющий длинную базу экипажной части ТУ3 плохо вписывался в кривые малого радиуса.

## Технические характеристики
- Дизель — 12V170DR
- Мощность дизеля — 300 л. с.
- Мощность главного генератора — 184 кВт.
- Конструкционная скорость — 50 км/ч.
- Сила тяги — 6,6 тс (в продолжительном режиме)
- Длина — 12690 мм.
- Ширина — 2422 мм.
- Высота — 3325 мм (от головки рельса)
- Запас
  - топлива — 500 л.
  - Масла — 80 л.
  - Воды — 300 л.
  - Песка — 200 кг.